# Ennio Antonelli (attore)
Ennio Antonelli (Roma, 23 gennaio 1927 – Roma, 6 agosto 2004) è stato un attore italiano, ricordato per una lunga serie di ruoli minori in film comici, tra i quali il ruolo del macellaio Otello Rinaldi detto "Manzotin" in Febbre da cavallo e quello di Spartaco Sacchi nel telefilm I ragazzi della 3ª C.

## Biografia

### Carriera pugilistica
Antonelli ha combattuto come pugile professionista, nei pesi medi, dal 1949 al 1956. Ha disputato in tutto 29 incontri, tutti con pugili minori, vincendone 4, perdendone 22 e pareggiandone 3.

### Carriera di attore
Attore caratterista, è conosciuto soprattutto per il personaggio del macellaio "Manzotin" in Febbre da cavallo. In Pappa e ciccia interpreta lo zotico coinquilino di Lino Banfi; appare anche nel film Arrivano i gatti (1980) nel ruolo di "Braciola", il caporale che arruolava le comparse. Appare anche in diversi film della saga di Fantozzi: Fantozzi subisce ancora (1983), nel ruolo del "Pizzettaro di via della Scrofa", in Superfantozzi (1986), in Fantozzi va in pensione (1988) nel ruolo del proprietario di un cinema a luci rosse ma soprattutto nel ruolo dello "Zio Antunello" in Fantozzi contro tutti (1980). Breve apparizione anche in Fracchia la belva umana, dove intrerpreta un cameriere.
Sempre del 1983 le sue interpretazioni del bagnino Morino nelle pellicole Sapore di mare e Sapore di mare 2 - Un anno dopo. Da ricordare anche per la partecipazione nel film I carabbinieri (1981), dove recita la parte del ladro "Provolone", cugino e socio di "Mozzarella", interpretato da Bombolo. Apparve nel programma televisivo Quelli della notte del 1985, in una breve parentesi comica nella parte di "Candido Clemente", con Nino Frassica.
Di particolare rilievo il ruolo di Spartaco Sacchi nella serie televisiva I ragazzi della 3ª C.

### I problemi di salute e il ritiro
Nel 1989 fu colpito da un ictus che lo costrinse a interrompere la carriera cinematografica: Paolo Panelli lo sostituì nel ruolo di Spartaco Sacchi nella terza e ultima stagione de I ragazzi della 3ª C. Nel 1990 interpretò una piccola parte in Le comiche nel ruolo di un pizzaiolo e, avendo difficoltà nel parlare, fu doppiato dal caratterista romano Angelo Bernabucci. L'ultima apparizione risale al 1991, quando interpretò per pochi secondi la parte di un carcerato nelle prime scene del film Piedipiatti.

Nel 2001 Marco Giusti ha diretto un omaggio a questo celebre attore e caratterista del cinema italiano dal titolo Antonelli Ennio? Campa... .

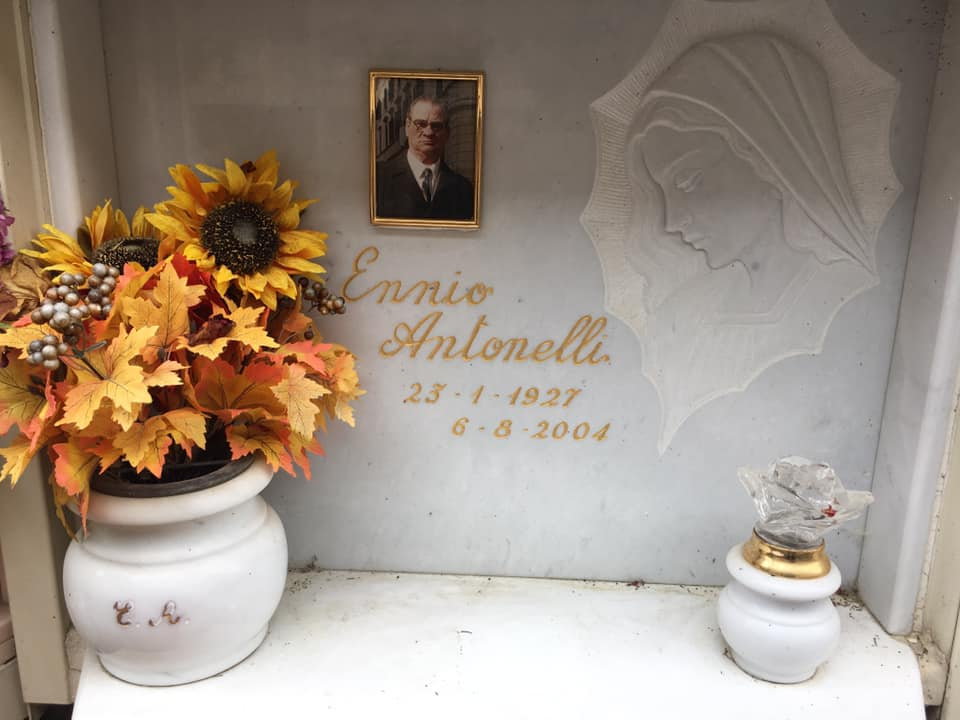
La tomba di Ennio Antonelli al cimitero Flaminio di Roma

Da lungo tempo fuori dal mondo del cinema, morì il 6 agosto 2004 all'età di 77 anni; i funerali religiosi si celebrarono il giorno seguente nella chiesa di San Mattia Apostolo, nel quartiere Monte Sacro dove risiedeva da anni, e fu sepolto nel cimitero Flaminio di Roma.

## Filmografia

### Cinema
- A cavallo della tigre, regia di Luigi Comencini (1961)
- Vino, whisky e acqua salata, regia di Mario Amendola (1963)
- Le mani sulla città, regia di Francesco Rosi (1963)
- Gli argonauti (Jason and the Argonauts), regia di Don Chaffey (1963)
- Il castello dei morti vivi, regia di Luciano Ricci e Lorenzo Sabatini (1964)
- Una spada per l'impero, regia di Sergio Grieco (1964)
- Due marines e un generale, regia di Luigi Scattini (1965)
- Oggi, domani, dopodomani, regia di Eduardo De Filippo, Marco Ferreri e Luciano Salce (1965)
- Per un pugno di canzoni, regia di José Luis Merino (1966)
- Il lago di Satana (Revenge of the Blood Beast), regia di Michael Reeves (1966)
- Agente 3S3 - Massacro al sole, regia di Sergio Sollima (1966)
- Le spie vengono dal semifreddo, regia di Mario Bava (1966)
- Le streghe, registi vari (1967)
- Requiescant, regia di Carlo Lizzani (1967)
- Bang Bang Kid, regia di Giorgio Gentili (1967)
- Matchless, regia di Alberto Lattuada (1967)
- Sette volte sette, regia di Michele Lupo (1968)
- Diabolik, regia di Mario Bava (1968)
- 3 Supermen a Tokio, regia di Bitto Albertini (1968)
- Un dollaro per 7 vigliacchi, regia di Giorgio Gentili (1968)
- Il medico della mutua, regia di Luigi Zampa (1968)
- I 2 deputati, regia di Giovanni Grimaldi (1968)
- Cinque figli di cane, regia di Alfio Caltabiano (1969)
- Fellini Satyricon, regia di Federico Fellini (1969)
- Django il bastardo, regia di Sergio Garrone (1969)
- Il divorzio, regia di Romolo Guerrieri (1970)
- Appuntamento col disonore, regia di Adriano Bolzoni (1970)
- Basta guardarla, regia di Luciano Salce (1970)
- Ninì Tirabusciò, la donna che inventò la mossa, regia di Marcello Fondato (1970)
- Cose di Cosa Nostra, regia di Steno (1971)
- La supertestimone, regia di Franco Giraldi (1971)
- Riuscirà l'avvocato Franco Benenato a sconfiggere il suo acerrimo nemico il pretore Ciccio De Ingras?, regia di Mino Guerrini (1971)
- Scipione detto anche l'Africano, regia di Luigi Magni (1971)
- Blindman, regia di Ferdinando Baldi (1971)
- Il provinciale, regia di Luciano Salce (1971)
- Joe Valachi - I segreti di Cosa Nostra, regia di Terence Young (1972)
- Roma, regia di Federico Fellini (1972)
- Le notti peccaminose di Pietro l'Aretino, regia di Manlio Scarpelli (1972)
- Camorra, regia di Pasquale Squitieri (1972)
- Lo scopone scientifico, regia di Luigi Comencini (1972)
- Girolimoni, il mostro di Roma, regia di Damiano Damiani (1972)
- Tutti figli di Mammasantissima, regia di Alfio Caltabiano (1973)
- Sono stato io!, regia di Alberto Lattuada (1973)
- L'altra faccia del padrino, regia di Franco Prosperi (1973)
- ...e continuavano a mettere lo diavolo ne lo inferno, regia di Bitto Albertini (1973)
- Arrivano Joe e Margherito, regia di Giuseppe Colizzi (1974)
- Simone e Matteo - Un gioco da ragazzi, regia di Giuliano Carnimeo (1975)
- Attenti al buffone, regia di Alberto Bevilacqua (1975)
- Brutti, sporchi e cattivi, regia di Ettore Scola (1975)
- La donna della domenica, regia di Luigi Comencini (1975)
- Colpita da improvviso benessere, regia di Franco Giraldi (1976)
- Febbre da cavallo, regia di Steno (1976)
- E tanta paura, regia di Paolo Cavara (1976)
- Napoli si ribella, regia di Michele Massimo Tarantini (1977)
- La banda del gobbo, regia di Umberto Lenzi (1977)
- Il cinico, l'infame, il violento, regia di Umberto Lenzi (1977)
- Squadra antimafia, regia di Bruno Corbucci (1977)
- Il... Belpaese, regia di Luciano Salce (1977)
- Messalina, Messalina!, regia di Bruno Corbucci (1977)
- Quando c'era lui... caro lei!, regia di Giancarlo Santi (1978)
- Primo amore, regia di Dino Risi (1978)
- L'ingorgo, regia di Luigi Comencini (1979)
- Giallo napoletano, regia di Sergio Corbucci (1979)
- Assassinio sul Tevere, regia di Bruno Corbucci (1979)
- Riavanti... Marsch!, regia di Luciano Salce (1979)
- La patata bollente, regia di Steno (1979)
- La poliziotta della squadra del buon costume, regia di Michele Massimo Tarantini (1979)
- Arrivano i gatti, regia di Carlo Vanzina (1980)
- Fantozzi contro tutti, regia di Paolo Villaggio e Neri Parenti (1980)
- Il lupo e l'agnello, regia di Francesco Massaro (1980)
- Il casinista, regia di Pier Francesco Pingitore (1980)
- L'avvertimento, regia di Damiano Damiani (1980)
- Una vacanza bestiale, regia di Carlo Vanzina (1980)
- Rag. Arturo De Fanti, bancario precario, regia di Luciano Salce (1980)
- Sono fotogenico, regia di Dino Risi (1980)
- Mi faccio la barca, regia di Sergio Corbucci (1980)
- Il ficcanaso, regia di Bruno Corbucci (1980)
- Voltati Eugenio, regia di Luigi Comencini (1980)
- Bianco, rosso e Verdone, regia di Carlo Verdone (1981)
- Uno contro l'altro, praticamente amici, regia di Bruno Corbucci (1981)
- Una vacanza del cactus, regia di Mariano Laurenti (1981)
- Sogni d'oro, regia di Nanni Moretti (1981)
- Pierino contro tutti, regia di Marino Girolami (1981)
- La poliziotta a New York, regia di Michele Massimo Tarantini (1981)
- I carabbinieri, regia di Francesco Massaro (1981)
- Manolesta, regia di Pasquale Festa Campanile (1981)
- Miracoloni, regia di  Francesco Massaro (1981)
- Pierino medico della SAUB, regia di Giuliano Carnimeo (1981)
- Fracchia la belva umana, regia di Neri Parenti (1981)
- Delitto al ristorante cinese, regia di Bruno Corbucci (1981)
- Culo e camicia, regia di Pasquale Festa Campanile (1981)
- L'onorevole con l'amante sotto il letto, regia di Mariano Laurenti (1981)
- W la foca, regia di Nando Cicero (1982)
- Pierino colpisce ancora, regia di Marino Girolami (1982)
- Quando la coppia scoppia, regia di Steno (1982)
- Pronto... Lucia, regia di Ciro Ippolito (1982)
- Amici miei - Atto IIº, regia di Mario Monicelli (1982)
- È forte un casino!, regia di Alessandro Metz (1982)
- Ricchi, ricchissimi... praticamente in mutande, regia di Sergio Martino (1982)
- Porca vacca, regia di Pasquale Festa Campanile (1982)
- Eccezzziunale... veramente, regia di Carlo Vanzina (1982)
- Sballato, gasato, completamente fuso, regia di Steno (1982)
- Scusa se è poco, regia di Marco Vicario (1982)
- Attila flagello di Dio, regia di Castellano e Pipolo (1982)
- Vieni avanti cretino, regia di Luciano Salce (1982)
- Sogni mostruosamente proibiti, regia di Neri Parenti (1982)
- Pierino la peste alla riscossa!, regia di Umberto Lenzi (1982)
- Gunan il guerriero, regia di Franco Prosperi (1982)
- Delitto sull'autostrada, regia di Bruno Corbucci (1982)
- Al bar dello sport, regia di Francesco Massaro (1983)
- Bonnie e Clyde all'italiana, regia di Steno (1983)
- Pappa e ciccia, regia di Neri Parenti (1983)
- Fantozzi subisce ancora, regia di Neri Parenti (1983)
- Zero in condotta, regia di Giuliano Carnimeo (1983)
- Sapore di mare, regia di Carlo Vanzina (1983)
- Sapore di mare 2 - Un anno dopo, regia di Bruno Cortini (1983)
- Sfrattato cerca casa equo canone, regia di Pier Francesco Pingitore (1983)
- Due strani papà, regia di Mariano Laurenti (1984)
- Domani mi sposo, regia di Francesco Massaro (1984)
- Mi faccia causa, regia di Steno (1984)
- I predatori dell'anno Omega, regia di David Worth (1984)
- Dagobert, regia di Dino Risi (1984)
- L'allenatore nel pallone, regia di Sergio Martino (1984)
- Delitto in Formula Uno, regia di Bruno Corbucci (1984)
- Ginger e Fred, regia di Federico Fellini (1985)
- Ma guarda un po' 'sti americani!, regia di Amy Heckerling (1985)
- Colpo di fulmine, regia di Marco Risi (1985)
- I pompieri, regia di Neri Parenti (1985)
- Asilo di polizia, regia di Filippo Ottoni (1986)
- Grandi magazzini, regia di Castellano e Pipolo (1986)
- Scuola di ladri, regia di Neri Parenti (1986)
- Superfantozzi, regia di Neri Parenti (1986)
- Animali metropolitani, regia di Steno (1987)
- Fantozzi va in pensione, regia di Neri Parenti (1988)
- Le comiche, regia di Neri Parenti (1990)
- Piedipiatti, regia di Carlo Vanzina (1991)

### Televisione
- Stasera Fernandel, regia di Camillo Mastrocinque – miniserie TV, 1 episodio (1968)
- Cinecittà Cinecittà, regia di Vittorio De Sisti - miniserie TV (Rai 2, 1985)
- La piovra 2, regia di Florestano Vancini – miniserie TV, episodi 5-6 (1986)
- Quando arriva il giudice – miniserie TV, 1 episodio (1986)
- I ragazzi della 3ª C – serie TV, 19 episodi (1986-1987)
- Provare per credere, regia di Sergio Martino – film TV (1987)
- Little Roma, regia di Francesco Massaro – miniserie TV (1987)

## Doppiatori italiani
- Enzo Liberti in Lo scopone scientifico, Il casinista, Culo e camicia, Ginger e Fred
- Sergio Fiorentini in Febbre da cavallo, Il... Belpaese
- Franco Odoardi in Sapore di mare, Sapore di mare 2 - Un anno dopo
- Marcello Martana in Pierino medico della S.A.U.B.
- Marcello Mandò in L'onorevole con l'amante sotto il letto
- Angelo Bernabucci in Le comiche